# Heliconius faunus
Heliconius faunus är en fjärilsart som beskrevs av Otto Staudinger 1885/88. Heliconius faunus ingår i släktet Heliconius och familjen praktfjärilar. Inga underarter finns listade i Catalogue of Life.